# Joel Shearer
Joel Shearer (Los Angeles, 20 marzo 1973) è un cantautore statunitense.

## Biografia
Inizia la sua carriera da chitarrista professionista nella band Super8, con la quale pubblica un album nel 1996, e come membro fisso della band di Alanis Morissette, registrando l'album di successo Jagged Little Pill e successivamente Supposed Former Infatuation Junkie.
Lasciata la band di Alanis, fonda i Pedestrian, band nata come trio di musicisti tutti in grado di cantare. Joel, già chitarrista e autore delle canzoni della band, ben presto ne diventa anche il cantante, capace anche di esibirsi da solo aprendo numerosi concerti di Damien Rice e Our Lady Peace.
Proprio per avere qualcosa da vendere ai concerti di Damien Rice, Joel nel 2003 registra l'EP Acoustic, a cui seguirà nello stesso anno l'EP Electric registrato con tutta la band.
Nonostante i numerosi impegni dei membri dei Pedestrian, la band riesce a registrare e pubblicare l'album Ghostly Life nel 2006, seguito da Sidegeist nel 2008. Intanto Joel, verso la fine del 2006, si era unito alla band di Damien Rice (dopo aver collaborato alla registrazione dell'album 9) per un tour durato fino alla fine del 2007.
Nel 2008, dopo un tour statunitense con i Pedestrian, Joel parte per il tour promozionale del nuovo album di Dido, Safe Trip Home. Non abbandona, comunque, il suo lavoro con i Pedestrian, con i quali continua ad esibirsi dal vivo e a scrivere canzoni.

### Cinema e TV
La sua canzone Overwhelmed è stata utilizzata nel film Mozart and the Whale in entrambe le versioni contenute negli EP Acoustic ed Electric.
La serie TV Dirt (con Courteney Cox) ha utilizzato le canzoni Come Down After, The Abundance Of e Headwreck per gli episodi finali della seconda stagione.
Alcune sue canzoni sono utilizzate anche nel film del 2020 Last Moment of Clarity (Al di là delle apparenze)

## Discografia

### Album con i Pedestrian
- 2003 - Acoustic (EP)
- 2003 - Electric (EP)
- 2006 - Ghostly Life
- 2008 - Sidegeist

### Collaborazioni come musicista
Alcuni degli album in cui Joel ha suonato o collaborato:
- 1995 - Alanis Morissette - Jagged Little Pill
- 1996 - Super8 - Super8
- 1998 - Alanis Morissette - Supposed Former Infatuation Junkie
- 2001 - sub.bionic - you i lov///
- 2002 - Alanis Morissette - Under Rug Swept
- 2003 - Ben Taylor - Famous Among the Barns
- 2006 - Alexi Murdoch - Time Without Consequence
- 2006 - Damien Rice - 9
- 2006 - Goo Goo Dolls - Let Love In
- 2006 - Ninda Gordon - Bleeding Heart Graffiti
- 2006 - P.O.D. - Testify
- 2006 - Josh Groban - Awake
- 2006 - My Brightest Diamond - Bring Me the Workhorse
- 2007 - Annie Lennox - Songs of Mass Destruction
- 2008 - Dido - Safe Trip Home
- 2008 - Meiko - Meiko (2008)
- 2008 - My Brightest Diamond - A Thousand Shark's Teeth
- 2008 - Sara Bareilles - Little Voice
- 2008 - Steve Reynolds - The Carnival Papers
- 2008 - Artisti vari - Songs for Tibet